# Гудвин (персонаж)
Джеймс Гу́двин (также Гу́двин, Вели́кий и Ужа́сный) — один из героев сказочного цикла о Волшебной стране и Изумрудном городе (автор Александр Волков, основоположник — Лаймен Фрэнк Баум).

## История Гудвина
Безуспешный мечтатель Джеймс Гудвин, работавший в цирке, попадает в ураган, который уносит его вместе с воздушным шаром в Волшебную страну. Там он приземляется в Зелёной стране, жители которой принимают его за волшебника.
Он решает построить Изумрудный город, но оказывается, что не хватает строительного материала. Гудвин заменяет изумруды простым стеклом и обязывает всех жителей и посетителей Изумрудного города носить зелёные очки. Таким образом никто не замечает, что большинство изумрудов ненастоящие и что только внешние фасады сделаны из зелёного мрамора.
Проходят годы, и Гудвину становится скучно в Волшебной стране. В конце концов он решает вернуться домой в Канзас на восстановленном воздушном шаре. До этого он даёт Страшиле мозги и назначает его новым Правителем Изумрудного города.
Вернувшись в Канзас, Гудвин продолжил свою карьеру в цирке, а по её завершении открыл бакалейную лавку. Элли как минимум дважды виделась с Гудвином в Канзасе, и один раз даже пригласила его отправиться в новое путешествие в Волшебную страну, от чего Гудвин категорически отказался.

## Гудвин в произведениях разных авторов

### Гудвин в сказках Волкова
Так как сказка «Волшебник Изумрудного города» основывалась на книге Л. Ф. Баума «Удивительный волшебник из страны Оз», то и история Гудвина большей частью повторяет историю Оза (англ. Wizard of Oz — Волшебник Оз), героя оригинальной сказки. Волшебник Оз фигурирует и в других сказках Баума, где сообщаются некоторые подробности его правления и рассказывается о его дальнейшей судьбе. В частности, он становится впоследствии настоящим волшебником. А. М. Волков заменил имя персонажа и изменил некоторые детали его биографии. Также у Волкова Гудвин никогда не был волшебником, сумев завоевать авторитет у жителей Волшебной страны исключительно хитростью.
Джеймс Гудвин был уроженцем штата Канзас, в молодости работал в театре и цирке, впоследствии стал аэронавтом, поднимаясь в воздух на воздушном шаре на потеху зрителям.
В сказках Волкова Гудвин предстаёт довольно трусоватым и жуликоватым человеком, лишь случайно ставшим правителем Изумрудного Города — воздушный шар, на котором Гудвин давал ярмарочное представление, отрывается от каната и волею случая приносит Гудвина в Волшебную страну.
Местные жители были поражены чудесным появлением Гудвина, а тот умело применил свои актёрские навыки, использовав их изумление себе на пользу, назвавшись великим волшебником, другом волшебника Солнце, что помогло ему стать правителем Зелёной страны. Впоследствии Гудвин выстроил столицу — Изумрудный город. Опасаясь, что его простецкий вид может подорвать авторитет, Гудвин старался как можно реже показываться своим подданным. Со временем местные жители забыли его настоящий облик, так как Гудвин показывался им только в образе различных бутафорских сказочных существ.
Гудвин постоянно опасается нападения злых волшебниц на свои владения, и лишь то, что волшебницы считают его великим магом, удерживает их от нападения на Гудвина. Когда-то Гудвин попытался пойти войной на владения Бастинды с целью освобождения её подданных, но война закончилась для Гудвина весьма неудачно — подчинённые Бастинде Летучие Обезьяны разгромили его армию, а сам Гудвин лишь случайно избежал пленения.
Именно поэтому, встретившись с Элли и её друзьями, он даёт им задание — нейтрализовать последнюю оставшуюся злую волшебницу Бастинду, обещая взамен выполнить их желания. Опасаясь Элли и её друзей, Гудвин не показывается им, а предстаёт в облике различных бутафорских созданий. По мнению Гудвина, волшебные башмачки на ногах Элли, случайно оказавшиеся у неё, помогут девочке в столь трудном деле. Но по возвращении Элли и её друзей, он не торопится выполнять обещанное, так как совершенно не обладает никаким волшебным даром. Да ещё ко всему прочему, пёсик Тотошка вынуждает Гудвина показаться в своём настоящем облике, напугав его лаем.
В конце концов, понимая, что дальше тянуть время невозможно, Гудвин умело использует эффект плацебо. Страшиле, и без того ставшим умным за время дружбы с Элли, Гудвин изготовляет мозги — мешочек с отрубями, перемешанными с булавками и иголками. Железному Дровосеку, и так являющемуся добряком в душе, Гудвин вложил в железную грудь сердце из шёлка, набитое опилками. А Трусливому Льву, который и так уже стал храбрым за время путешествия, Гудвин дал выпить снадобье, представляющее собой шипучий квас с примесью валерьянки.
Желание Элли (возвращение домой) Гудвину исполнить тяжелее всего. Но он находит выход из положения, решив восстановить свой воздушный шар, на котором много лет назад попал в Волшебную страну, и вместе с Элли намеревается вернуться на родину, в Канзас. Перед отлётом Гудвин назначает Страшилу новым Правителем Изумрудного города. Жителям города Гудвин заявляет, что улетает погостить к своему другу, могучему волшебнику Солнце, и что когда-нибудь непременно вернётся. Но в момент отлёта Элли не успевает сесть в корзину шара, и Гудвин улетает один. По возвращении на родину Гудвин становится владельцем бакалейной лавки.
В отличие от циклов других авторов (Л. Ф. Баума и С. С. Сухинова) об Изумрудном городе, сказки А. М. Волкова дают мало информации о первом правителе Изумрудного города. Кроме первой книги цикла, он появляется только в одном из продолжений — «Урфин Джюс и его деревянные солдаты», где рассказывается, как отправляющиеся на помощь друзьям в Волшебную страну Элли и Чарли Блек предлагают Гудвину, к этому времени уже бросившему цирк и держащему бакалейную лавку, принять участие в их экспедиции, но он отказывается.
Как отмечает Т. В. Галкина, Волкову неоднократно приходилось корректировать сюжет театральных пьес, поставленных по «Волшебнику Изумрудного города». Изменения затрагивали, в том числе, характеры и образы персонажей. В одном из вариантов Волков даже сделал Гудвина чернокожим, вынужденным бежать из Канзаса от преследований по расовым мотивам.

### Гудвин в сказках Сухинова
Сергей Сухинов, создавший серию продолжений к сказке «Волшебник Изумрудного города», независимых от других книг Волкова, уделил Гудвину больше внимания. Он подробно рассказал его историю в приквеле «Гудвин, Великий и Ужасный». Интересно, что Сухинов также даёт косвенное указание в книге «Чародей из Атлантиды», что Гудвин становится настоящим волшебником (как и у Фрэнка Баума).

### Заимствование образа другими авторами
- Является персонажем сказки Леонида Владимирского «Буратино в Изумрудном городе» (1996), в которой на воздушном шаре приземлился в город Тарабарск, на Приморскую площадь, на которой расположен театр «Молния» под руководством Папы Карло.
- В сказочной повести «Лазурная фея Волшебной страны» Алексея Шпагина (2020) Гудвин помогает героям раскрыть тайну древнего мастера Сандара.